# پی‌پی جوراب‌بلنده (فیلم ۱۹۶۹)
«پی‌پی جوراب‌بلنده» (انگلیسی: Pippi Longstocking (1969 film)) یک فیلم سوئدی به کارگردانی اوله هلبوم است که در سال ۱۹۶۹ منتشر شد.